# Mesocyclops insulensis
Mesocyclops insulensis – gatunek widłonoga z rodziny Cyclopidae. Nazwa naukowa tego gatunku skorupiaków została opublikowana w 1982 roku przez francuskiego zoologa-limnologa Bernarda Henriego Dussarta.
Jest to gatunek endemiczny, który występuje w jeziorze Bemapaza na wyspie Nosy Be przy północno-zachodnim wybrzeżu Madagaskaru.